# Vitamina K
Vitamina K é um grupo de vitaminas lipossolúveis, encontradas em diversos alimentos, cuja principal propriedade é atuar na coagulação sanguínea, sendo também conhecidas como vitamina anti-hemorrágica. É um grupo de compostos derivados do isopreno. Foi descoberta em 1935 pelo bioquímico dinamarquês Henrik Dam, que a nomeou como "K" por causa da palavra dinamarquesa para coagulação (koagulation). Sua descoberta rendeu a Dam o Prêmio Nobel de Medicina de 1943.
Em 1929 Dam verificou o desenvolvimento de hemorragia subcutânea e anemia em galinhas submetidas à alimentação livre de lipídios. Posteriormente, constatou-se que a condição destes animais poderia ser revertida pela oferta de extratos de fígado e vários tecidos de plantas, nos quais identificou-se uma substância anti-hemorrágica solúvel presente em lipídeos. Em 1939 as formas de ocorrência natural da vitamina foram isoladas da alfafa e da farinha de peixe. As formas naturais de vitamina K são a filoquinona ou vitamina K1 (2-metil-3-fitil-1,4-naftoquinona), encontrada em hortaliças (principalmente vegetais verde-escuros, como agrião, couve, espinafre e brócolis) e óleos vegetais, e as menaquinonas ou vitamina K2, encontrada no fígado de animais ou em alimentos fermentados, como queijos e o nattó. 

## Função
O papel mais conhecido da vitamina K está relacionado com a sua ação no processo de coagulação sanguínea. Ela é fundamental para síntese hepática de proteínas envolvidas neste processo, como os fatores II (pró-trombina), VII, IX e X (fatores de coagulação) e as proteínas C, S e Z (inibidoras da coagulação). A hidroquinona, forma reduzida e ativa da vitamina, atua como cofator para uma enzima carboxilase, responsável pela reação de carboxilação de resíduos de ácido glutâmico (Glu) presentes em proteínas dependentes de vitamina K. A carboxilação do Glu, por sua vez, leva à formação do ácido γ-carboxiglutâmico (Gla), tornando as proteínas biologicamente ativas. Uma parte importante do metabolismo de vitamina K está relacionada a sua via de recuperação, denominada de ciclo da vitamina K. Quando um resíduo de glutamato é carboxilado, a vitamina K sofre oxidação, gerando 2,3-epoxi vitamina K. Esse metabólito é convertido novamente à sua forma ativa, pela ação da enzima microssomal, epoxi redutase de vitamina K e uma ou mais quinona redutases de vitamina K. Alguns anticoagulantes, como a warfarina e o dicumarol atuam bloqueando a redução do epóxido de vitamina K, impedindo o processo de reutilização da vitamina. Outra função da vitamina k está relacionada com a regulação do íon cálcio na matriz óssea como parte da osteocalcina (proteína do osso), uma vez que aminoácido Gla também se apresenta ligado ao mineral. Portanto, a vitamina é importante no desenvolvimento precoce do esqueleto e na manutenção do osso maduro sadio. Além dessas funções, a vitamina k também é importante para o crescimento celular, pois está envolvida na síntese de proteínas presentes no plasma, rins e outros tecidos [6].

## Absorção, Transporte e Metabolismo
A vitamina K fornecida pela alimentação é absorvida predominantemente na borda em escova do íleo e integrada aos quilomicrons circulantes para exocitose no sistema linfático. Por sua característica lipossolúvel, a eficiência deste processo depende da presença de bile e suco pancreático (excluindo a menadiona), cabe ressaltar que distúrbios gastrointestinais também podem influenciar a absorção desta vitamina [4-6]. Este processo de absorção segue um padrão bem estabelecido. As filoquinona e menaquinona (especialmente a MK7) são incorporadas em micelas mistas contendo sais biliares e outros lipídios dietéticos. Posteriormente, estas micelas mistas são absorvidas por enterócitos, principalmente no íleo, e incorporadas em novos quilomicrons, que possuem apoA e apoB-48 em suas superfícies. Os quilomicrons são secretados de dentro das microvilosidades para os capilares linfáticos, que alcançam a corrente sanguínea via ducto torácico. No sangue, os quilomícrons adquirem apoC e apoE a partir de HDL e, ao chegar nos tecidos periféricos, perdem uma quantidade significativa de triglicerídeos através da ação de LDL, além de apoA e apo C. Assim, os quilomicrons remanescentes que reentram na circulação são menores e possuem um núcleo lipídico central com superfície de apoB-48 e apoE [7]. As principais lipoproteínas transportadoras de vitamina K possuem em sua composição maior teor de triglicerídeos, quando comparadas com o percentual presente nas lipoproteínas HDL (7,1%) e LDL (6,6%). Este transporte engloba aproximadamente 83% da filoquinona plasmática. O fígado é o principal órgão de estoque de vitamina K e é o local onde são sintetizados os fatores de coagulação dependentes dessa vitamina. As filoquinonas são armazenadas em menor quantidade (10 %), enquanto que as menaquinonas, principalmente as de cadeia longa (MK-10 a MK-12), correspondem cerca de 90 % da vitamina armazenada. A existência da ampla distribuição de proteínas Gla extrahepáticas, no organismo, gerou investigações sobre a distribuição de vitamina k. Através de estudos em tecidos humanos foi possível verificar que os tecidos pancreáticos e cardíacos possuiam quantidades de filoquinona iguais e até superiores das encontras no fígado. Também foram detectados valores mais baixos de filoquinona no cérebro, rim e pulmão. Foi constatada a presença de MK-4 em maior quantidade que as filoquinonas, no cérebro, rins e pâncreas e quantidades inferiores, no coração e pulmão. Também foi detectada a presença de filoquinonas e menaquinonas no ossos [8]. A reserva corporal total de vitamina K é muito pequena. No caso de suplementação, a fração da vitamina excretada não é dependente da dose administrada. Em quantidades farmacológicas, a menadiona é rapidamente metabolizada, sendo 20 % excretada na urina, dentro de três dias, e 40 a 50 % nas fezes, via sais biliares. Em quantidades fisiológicas, a concentração plasmática pós-prandial de filoquinona atinge pico em 6 horas, retornando à linha de base em 24 horas, enquanto que as menaquinonas de cadeia longa permanecem na circulação por até 72 horas [4].

## Biodisponibilidade
A biodisponibilidade pode ser definida de acordo com a taxa e extensão na qual um nutriente é absorvido e se torna disponível para uso no seu sítio de atividade. A forma pela qual a vitamina K é consumida possui relação direta com sua biodisponibilidade. A absorção da filoquinona presente nos vegetais é um processo lento, sendo influenciado por fatores digestivos. Contudo, a presença de gorduras na dieta possibilita um aumento na absorção (podendo conter de 30 a 60 µg de dihidrofiloquinonas em 100g de alimento), possivelmente pelo estímulo da secreção biliar e da formação de micelas [6]. Neste sentido, foi verificado que a biodisponibilidade de 1 mg de filoquinona, no espinafre, em seres humanos foi menor (4 %) quando comparada à absorção do alimento adicionado com manteiga (13 %). Quando ingerida na forma de suplemento (tablete com 500 µg/filoquinona), a absorção de filoquinona é seis vezes maior do que quando presente em algum alimento (ex: espinafre), atingindo pico de concentração sérica em 2 ou 3 horas [4]. Existe uma vasta discussão quanto ao aproveitamento da menaquinona pelo organismo humano. A importância da menaquinona obtida pela microflora intestinal foi evidenciada, a partir de observações clínicas de pacientes que ingeriam quantidade nulas de vitamina K e que só desenvolviam sangramentos severos com a administração de altas doses de antibióticos. No entanto, ainda não foi confirmada a ocorrência absorção direta da vitamina no cólon [12].